# 雷·里尔顿
雷·里尔顿（英語：Ray Reardon，1932年10月8日—2024年7月19日），威尔士斯诺克运动员。

## 履历
1970年代统治着斯诺克球坛的霸主，分别在1970年、1973年、1974年、1975年、1976年、1978年共夺得六次世界锦标赛冠军。
1982年，在1982年斯诺克世界锦标赛与亚历克斯·希金斯的比赛中失利，获得一次亚军。
1976年、1977年赛季世界斯诺克锦标赛职业选手世界排名设立以来，第一个成为世界排名第一的选手。他总共六个赛季排在第一，分别是76/77、77/78、78/79、79/80、80/81、82/83。这个成就仅次于90年代霸主史蒂芬·亨得利的8个赛季排第一和80年代霸主史蒂夫·戴维斯的7个赛季排第一。

## 人物关系
2004年，雷·里尔顿指导罗尼·奥沙利文，帮助“火箭”在其强大的进攻能力基础上增加了战略头脑。

## 逝世
2024年7月19日，雷·里尔顿因癌症逝世，享耆壽91岁。